# Paolo Pulici
Paolo Pulici (Roncello, 1950. április 27. –) válogatott olasz labdarúgó, csatár, edző.

## Pályafutása

### Klubcsapatban
A Legnano korosztályos csapatában kezdte a labdarúgást, ahol egyszer az első csapatban is szerepelt. 1967-ben szerződtette a Torino, ahol az első idényben még az ifjúsági csapatban is szerepelt. 15 idényen át játszott a Torino színeiben. 335 bajnoki mérkőzésen lépett a pályára és 134 gólt szerzett. Egy bajnoki címet és egy olasz kupa győzelmet ért el a csapattal. Három alkalommal volt a Serie A gólkirálya. 1982–83-ban az Udinese, 1983 és 1985 között a Fiorentina labdarúgója volt. 1985-ben visszavonult az aktív labdarúgástól.

### A válogatottban
1973 és 1978 között 19 alkalommal szerepelt az olasz válogatottban és öt gólt szerzett. Részt vett az 1974-es világbajnokságon. Tagja volt az 1978-as világbajnoki negyedik helyezett csapatnak.

### Edzőként
1986 és 1989 között a Piacenza csapatánál tevékenykedett segédedzőként. 1990 óta Tritium serdülő és ifjúsági csapatainak edzője.

## Sikerei, díjai
Olaszország
- Világbajnokság
  - 4.: 1978, Argentína

 Torino
- Olasz bajnokság (Serie A)
  - bajnok: 1975–76
  - gólkirály: 1975–76 (17 gól, holtversenyben), 1974–75 (18 gól), 1975–76 (21 gól)
- Olasz kupa (Coppa Italia)
  - győztes: 1971